# استوديو أفلام

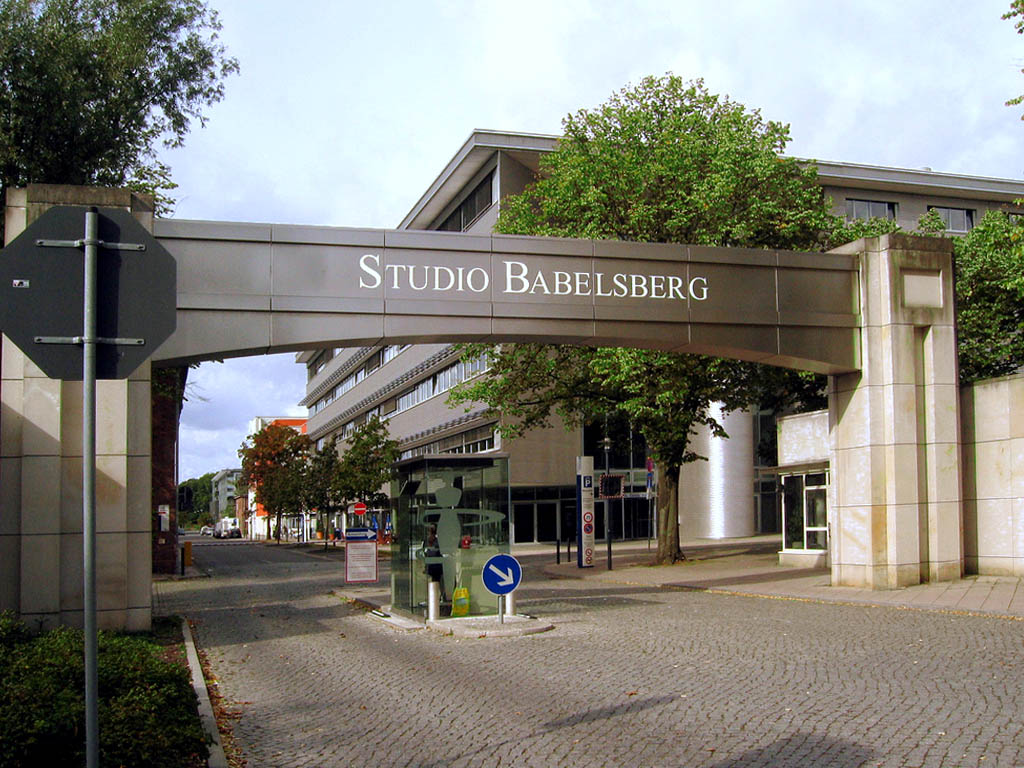
يعد استوديو بابلسبيرغ القريب من برلين هو أول الاستوديو رائد في العالم والسابق لهوليوود. ما يزال الاستوديو ينتج الأفلام حتى هذا اليوم.

المفلم أو استوديو الأفلام أوالاستوديو هي شركة إنتاج أعمال مصورة أو رسوم متحركة ترفيهية تملك استوديو خاص بها لصناعة الأفلام ثم تعالج من قبل شركة الإنتاج لكن غالبية الشركات في هذا المجال قد تستعين بشركات أخرى من خلال العمل كشريك أو استئجار بعض المساحات والأدوات.
يوجد هنالك أيضًا نوع آخر من الاستوديوهات الذي لم يقم أبدًا بأي إنتاج بل يقتصر عمله على تأجير المساحات والأدوات للأستوديوهات المنتجة.
أكبر استوديو في العالم هو استوديو عالم هونجيدي آن في تشيجيانغ في الصين.